# Zaininger Hüle
Die Zaininger Hüle ist ein flächenhaftes Naturdenkmal und ein Geotop in Zainingen, das zur baden-württembergischen Gemeinde Römerstein im Landkreis Reutlingen gehört.

## Kenndaten
Das Naturdenkmal wurde erstmals am 19. Dezember 1979 unter Schutz gestellt. Aktuell gilt die Verordnung des Landratsamts Reutlingen zum Schutz von flächenhaften Naturdenkmalen im Bereich der Gemeinde Römerstein mit Ortsteilen vom 30. Oktober 2006. Unter dem Namen Zaininger Hüle mit Baumbestand ist die Hüle als Naturdenkmal und unter dem Namen Zaininger Maar und Zaininger Hüle auch als Geotop geschützt.

## Lage und Beschreibung

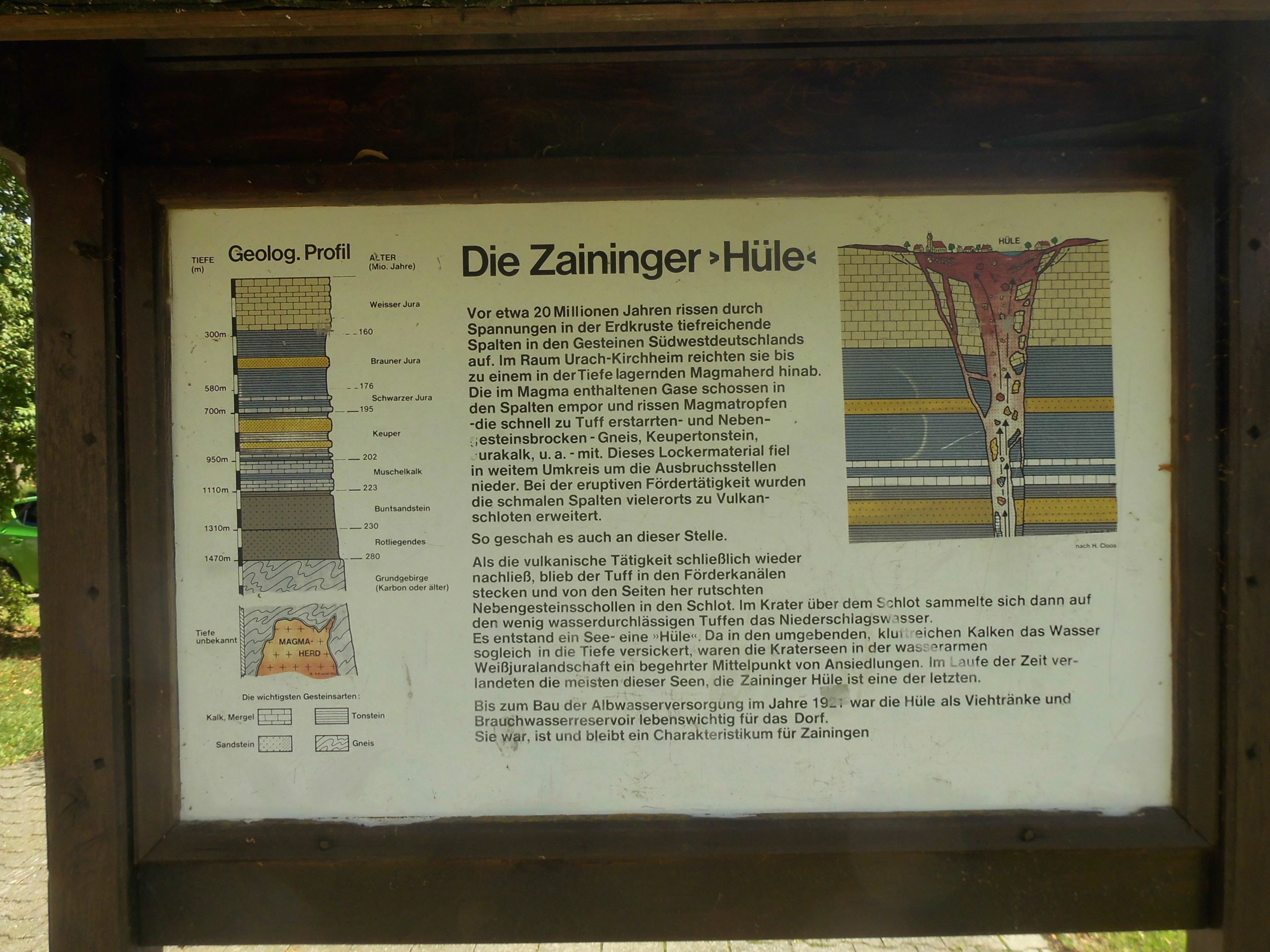
Infotafel über die Entstehung der Hüle

Die Zaininger Hüle ist ein rund 50 mal 100 Meter großer Teich in der Ortsmitte von Zainingen. Mit Hüle oder Hülbe bezeichnet man auf der Albhochfläche einen kleinen See. Seen sind auf der für ihre Wasserarmut bekannten Albhochfläche etwas ganz Besonderes. Das Wasser versickert normalerweise im Karstgestein, um erst viele Kilometer weiter in den Tälern wieder zum Vorschein zu kommen. Diese Hülenteiche waren oft die Voraussetzung dafür, dass überhaupt Siedlungen auf der Hochfläche der Schwäbischen Alb entstehen konnten. Viele Dörfer der Mittleren Alb bildeten sich um diese Seen herum. Bis zum Jahr 1921 diente die Zaininger Hüle als Brauch- und Löschwasserreservoir und als Viehtränke. Erst mit der Inbetriebnahme der modernen Albwasserversorgung wurde die Hüle nicht mehr benötigt.
Die Zaininger Hüle ist ein ehemaliger Vulkanschlot des Schwäbischen Vulkans. Sie entstand dadurch, dass aufsteigendes, sehr heißes vulkanisches Material in der Nähe der Erdoberfläche Kontakt zu Grundwasser führenden Schichten bekam. Durch die sich daraufhin ereignende Wasserdampfexplosion (phreatomagmatische Explosion) entstand ein Sprengtrichter, den man heute als Maar bezeichnet. Auf Grund der wasserundurchlässigen Tuffschichten im Untergrund füllte sich später der Sprengkessel mit Wasser und es entstand eine Hüle. Das Zaininger Maar ist nach dem Randecker Maar die am besten erhaltene Maarform im miozänen Vulkanismus der Schwäbischen Alb.